# Функція Міттаг-Лефлера
Функція Міттаг-Лефлера — функція Ec(z)  комплексної змінної z, введена Міттаг-Лефлером в 1905 році як узагальнення показникової функції:
{\displaystyle \mathrm {E} _{\alpha }(x)=\sum _{k=0}^{\infty }{\frac {x^{k}}{\Gamma (\alpha k+1)}}}, {\displaystyle \alpha \in (0,+\infty )}
В даній формулі {\displaystyle \Gamma } позначає гамма-функцію.
Для вказаних значень параметра {\displaystyle \alpha } функція Міттаг-Лефлера є голоморфною на всій комплексній площині.
Можна також визначити узагальнені функції Міттаг-Лефлера:
{\displaystyle \mathrm {E} _{\alpha ,\beta }(x)=\sum _{k=0}^{\infty }{\frac {x^{k}}{\Gamma (\alpha k+\beta )}}}, {\displaystyle \alpha ,\beta \in \mathbb {C} }.
Якщо дійсна частина {\displaystyle \alpha } — додатне число то даний ряд є збіжним для всіх значень комплексного аргументу і функція є голоморфною на всій комплексній площині.

## Приклади
- Показникова функція:

{\displaystyle E_{1}(z)=\sum _{k=0}^{\infty }{\frac {z^{k}}{\Gamma (k+1)}}=\sum _{k=0}^{\infty }{\frac {z^{k}}{k!}}=\exp(z).}
- Функція помилок:

{\displaystyle E_{1/2}(z)=\exp(z^{2})\operatorname {erfc} (-z).}
- Гіперболічний косинус:

{\displaystyle E_{2}(z)=\cosh({\sqrt {z}}).}
- Сума геометричної прогресії:

{\displaystyle E_{0}(z)={\frac {1}{1-z}}.}
В даному прикладі параметр рівний нулю, тож функція не є голоморфною в точці 1.